# Juan Fermín de San Martín
Juan Fermín Rafael de San Martín y Matorras (estancia Calera de las Vacas, Gobernación del Río de la Plata, Virreinato del Perú - 5 de febrero de 1774 - Manila, Filipinas, 17 de julio de 1822) fue un militar español, hermano de José de San Martín, que se desempeñó y vivió gran parte de su vida en Filipinas.

## Biografía
Juan Fermín fue el tercer hijo del matrimonio entre Juan de San Martín y Gregoria Matorras. Al igual que sus hermanos mayores (María Elena y Manuel Tadeo) nació en la estancia Calera de las Vacas, ubicada en la jurisdicción de la parroquia de Las Víboras, de la entonces Gobernación del Río de la Plata. Sus hermanos menores, José Francisco y Justo Rufino, nacieron en la Reducción de Yapeyú.
El 23 de septiembre de 1788 ingresó como cadete en el Regimiento de Infantería Soria, del ejército español, y revistó en el mismo durante catorce años. Luego estuvo tres años en el Batallón Veterano Príncipe Fernando.
Tomó parte de la guerra contra Francia desde julio de 1793 y en mayo de 1794 estuvo en la retirada de la Guerra del Rosellón. Combatió en tierra y luego ingresó a la Real Armada, donde se embarcó en enero de 1797. El 14 de febrero de ese año participó en la batalla del Cabo de San Vicente, donde la escuadra española se enfrentó a la flota inglesa. España estaba aliada a Francia, y el tratado de San Ildefonso las comprometía a enfrentarse a Inglaterra en el marco de las Guerras Revolucionarias Francesas. Permaneció en Brest (Francia) hasta 1801.
Al regresar a España, fue destinado al Escuadrón de Húsares en Luzón (isla donde se encuentra Manila, en Filipinas, bajo control español). Fue nombrado sargento de este regimiento y años después coronel, hasta 1815, cuando alcanzó el grado de Comandante de Húsares del Regimiento Luzón.
En 1821 fue destinado a Mindanao, donde estuvo un año a cargo del Fuerte de Zamboanga. Allí estuvo a cargo de una compañía de artillería y cuatro de infantería, y tuvo que aplacar una insurrección de sectores musulmanes en conflicto con la población indígena y las autoridades españolas.
Falleció en Manila el 17 de julio de 1822, a los 48 años.
En 1950, año del centenario de la muerte de José de San Martín, el gobierno de Juan Domingo Perón envía un busto del Libertador a Manila, como homenaje, al enterarse de que un hermano de este había vivido y fallecido allí.

## Matrimonio y descendencia
En 1813 se casó con Josefa Manuela Español de Alburu, hija de un militar español y de madre indígena, con quien tuvo tres hijos. Fue el único de sus hermanos que tuvo hijos varones.